# Chionaema formosibia
Chionaema formosibia är en fjärilsart som beskrevs av Embrik Strand 1917. Chionaema formosibia ingår i släktet Chionaema och familjen björnspinnare. Inga underarter finns listade i Catalogue of Life.